# 以马忤斯

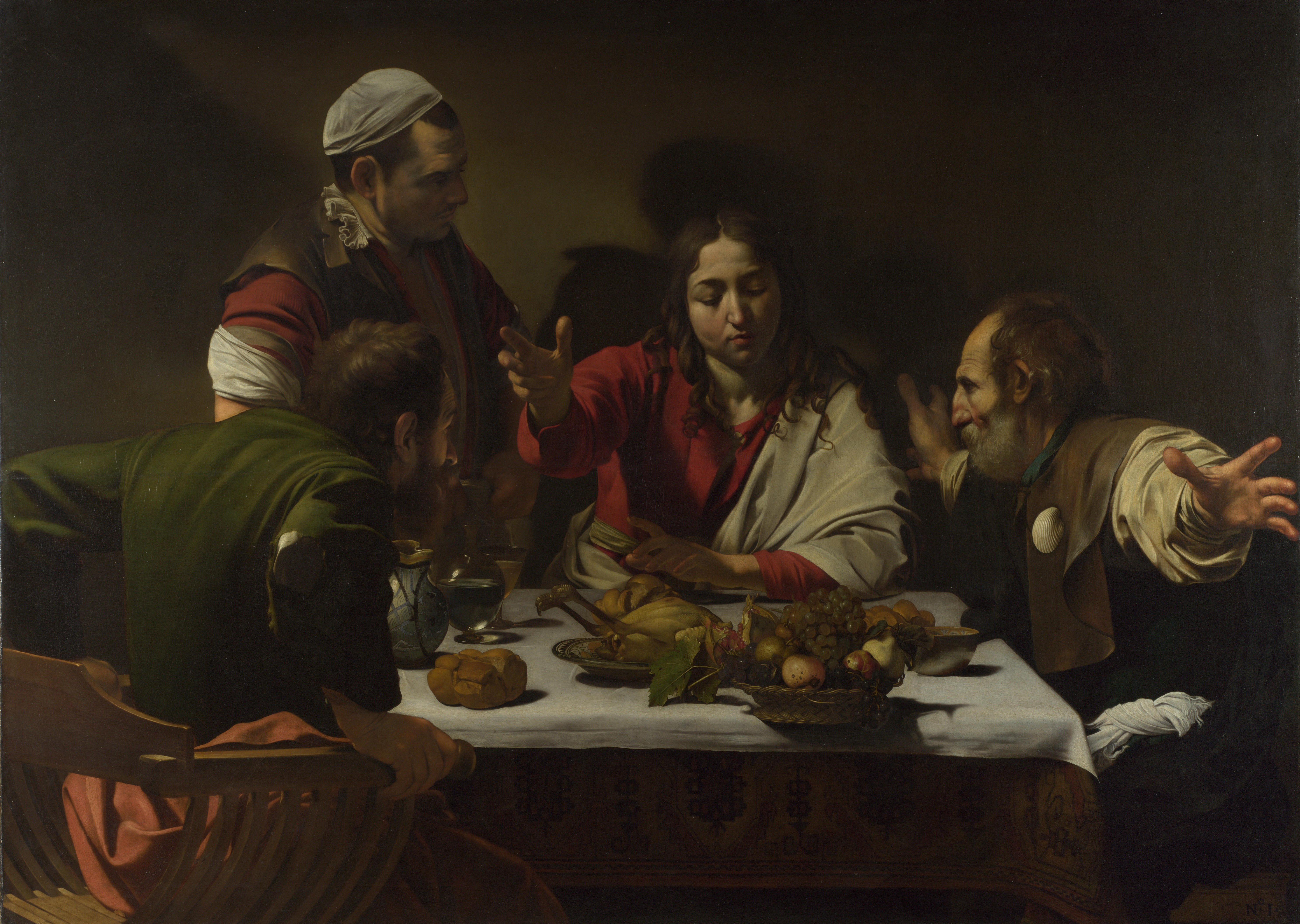
卡拉瓦乔的画作《以马忤斯的晚餐》，绘于1601年

以马忤斯（羅馬化：Emmaoús，羅馬化：ʿImwās），天主教思高聖經譯厄瑪烏，是《新約聖經》路加福音中提到的一座城镇。据路加福音记载，耶稣在死而复生后，曾在两位正前往以马忤斯路上的门徒面前显现。
虽然以马忤斯的确切地理位置尚不明确，但历史上曾有多个地点被认为可能是以马忤斯，其中包括位于约旦河西岸的伊姆瓦斯和古贝巴。人们只知道以马忤斯通过一条道路与耶路撒冷相连；然而，不同版本的路加福音描述的距离各不相同，而后世的各种解读则使之更加扑朔迷离。